# Athlétisme à l'Universiade d'été de 2019
Navigation
2017 Édition suivante
Les épreuves d’athlétisme de l’Universiade d’été de 2019 se déroulent à Naples en 2019. Le site du stade San Paolo dont la piste, les tribunes et les équipements sont rénovés est celui qui est choisi.

## Résultats

### Hommes
| Épreuves | Or                                                                                 | Argent                                                                                    | Bronze                                                                             |
| --- | ---------------------------------------------------------------------------------- | ----------------------------------------------------------------------------------------- | ---------------------------------------------------------------------------------- |
| 100 m (vent : - 0,1 m/s) | Paulo André Camilo de Oliveira (BRA) 10 s 09                                       | Chederick van Wyk (RSA) 10 s 23                                                           | Rodrigo do Nascimento (BRA) 10 s 32                                                |
| 200 m (vent : + 0,5 m/s) | Paulo André Camilo de Oliveira (BRA) 20 s 28 (PB)                                  | Chederick van Wyk (RSA) 20 s 44 (PB)                                                      | Marcus Lawler (IRL) 20 s 55                                                        |
| 400 m | Valente Mendoza (MEX) 45 s 63 (PB)                                                 | Mikhail Litvin (KAZ) 45 s 77                                                              | Gardeo Isaacs (RSA) 45 s 89                                                        |
| 800 m | Mohamed Belbachir (ALG) 1 min 47 s 02                                              | Moad Zahafi (MAR) 1 min 47 s 64                                                           | Lukáš Hodboď (CZE) 1 min 47 s 97                                                   |
| 1 500 m | Michał Rozmys (POL) 3 min 53 s 67                                                  | Jan Friš 3 min 53 s 95                                                                    | Joonas Rinne 3 min 54 s 02                                                         |
| 5 000 m | Jonas Raess (SUI) 14 min 3 s 10                                                    | Yann Schrub (FRA) 14 min 3 s 24                                                           | Robin Hendrix (BEL) 14 min 4 s 6                                                   |
| 10 000 m | Mokofane Kekana (RSA) 29 min 29 s 43                                               | Hiroki Abe (JPN) 29 min 30 s 01                                                           | Adriaan Wildschutt (RSA) 29 min 36 s 39                                            |
| Semi-marathon | Akira Aizawa (JPN) 1 h 5 min 15 s                                                  | Taisei Nakamura (JPN) 1 h 5 min 27 s                                                      | Tatsuhiko Itō (JPN) 1 h 5 min 48 s                                                 |
| Semi-marathon par équipes | Japon Akira Aizawa Taisei Nakamura Tatsuhiko Itō 3 h 16 min 20                     | Turquie Saffet Elkatmış Ferhat Bozkurt Ersin Tekal 3 h 24 min 47                          | Danemark Jacob Sommer Simonsen Frederik Ernst Martin Egebjerg Olesen 3 h 30 min 29 |
| 110 m haies (vent : + 0,1 m/s) | Gabriel Constantino (BRA) 13 s 22                                                  | Wilhem Belocian (FRA) 13 s 30                                                             | Shunsuke Izumiya (JPN) 13 s 49                                                     |
| 400 m haies | Alison dos Santos (BRA) 48 s 57 (WJL, ARJ)                                         | Sokwakhana Zazini (RSA) 48 s 73 (AJR)                                                     | Patryk Dobek (POL) 48 s 99                                                         |
| 3 000 m steeple | Rantso Mokopane (RSA) 8 min 30 s 37                                                | Ashley Smith (RSA) 8 min 33 s 60                                                          | Jean-Simon Desgagnés (CAN) 8 min 36 s 20                                           |
| 4 × 100 m | Japon Daisuke Miyamoto Yoshihiro Someya Jun Yamashita Bruno Dede 38 s 92           | Chine Jiang Jiehua Jiang Hengnan Wang Yu Xuan Dajun 39 s 01                               | Corée du Sud Lee Gyu-hyeong Ko Seung-hwan Mo Il-hwan Park Sie-young 39 s 31        |
| 4 × 400 m | Mexique Fernando Vega José Jiménez Édgar Ramírez Valente Mendoza 3 min 2 s 89 (NR) | Afrique du Sud Gardeo Isaacs Zakithi Nene Kefilwe Mogawane Sokwakhana Zazini 3 min 3 s 23 | Pologne Wiktor Suwara Dariusz Kowaluk Kajetan Duszynski Patryk Dobek 3 min 3 s 35  |
| 20 km marche | Kōki Ikeda (JPN) 1 h 22 min 49 s                                                   | Masatora Kawano (JPN) 1 h 23 min 20 s                                                     | Yūta Koga (JPN) 1 h 23 min 35 s                                                    |
| 20 km marche par équipes | Japon Kōki Ikeda Masatora Kawano Yūta Koga 4 h 9 min 44 s                          | Corée du Sud Joo Hyun-myeong Kim Min-gyu Kim Nak-hyun 4 h 46 min 21 s                     | non décernée                                                                       |
| Saut en hauteur | Tihomir Ivanov (BUL) 2,30 m (SB)                                                   | Alperen Acet (TUR) 2,24 m                                                                 | Adrijus Glebauskas (LTU) 2,24 m                                                    |
| Saut à la perche | Ernest Obiena (PHI) 5,76 m (NR)                                                    | Torben Blech (GER) 5,76 m (PB)                                                            | Ben Broeders (BEL) 5,51 m                                                          |
| Saut en longueur | Yūki Hashioka (JPN) 8,01 m                                                         | Yann Randrianasolo (FRA) 7,95 m                                                           | Darcy Roper (AUS) 7,90 m                                                           |
| Triple saut | Nazim Babayev (AZE) 16,89 m                                                        | Mateus de Sá (BRA) 16,57 m                                                                | Alexsandro de Melo (BRA) 16,57 m                                                   |
| Lancer du poids | Konrad Bukowiecki (POL) 21,54 m (CR)                                               | Andrew Liskowitz (USA) 20,49 m (PB)                                                       | Uziel Muñoz (MEX) 20,45 m                                                          |
| Lancer du disque | Matthew Denny (AUS) 65,27 m                                                        | Alin Firfirică (ROU) 63,74 m                                                              | Henning Prüfer (GER) 63,52 m (PB)                                                  |
| Lancer du marteau | Özkan Baltacı (TUR) 75,98 m (SB)                                                   | Serhii Reheda (UKR) 74,27 m                                                               | Taylor Campbell (GBR) 73,86 m (PB)                                                 |
| Lancer du javelot | Andrian Mardare (MDA) 82,40 m                                                      | Edis Matusevičius (LTU) 80,07 m                                                           | Ma Qun (CHN) 79,62 m                                                               |
| Décathlon | Aaron Booth (NZL) 7 827 pts (PB)                                                   | Alexander Diamond (AUS) 7 593 pts                                                         | Suttisak Singkhon (THA) 7 511 pts (SB)                                             |
| Records et Performances - AR : Record continental (area record) - CR : Record des championnats (championship record) - MR : Record du meeting (meet record) - NR : Record national (national record) - OR : Record olympique (olympic record) - PR : Record paralympique (paralympic record) - PB : Record personnel (personal best) - SB : Meilleure performance personnelle de la saison (season's best) - WL : Meilleure performance mondiale de l'année (world leader) - WJR : Record du monde junior (world junior record) - WR : Record du monde (world record) Circonstances et Conditions - DNF : N'a pas terminé (did not finish) - DNS : N'a pas pris le départ (did not start) - DQ : Disqualification (disqualification) - NM : Aucun essai valable enregistré (No Mark) - Q : Qualifié « directement » au prochain tour (ou à la prochaine compétition), lors d'une compétition majeure, grâce au classement ou à la réalisation des minima (automatic qualifier) - q : Qualifié au prochain tour (ou à la prochaine compétition), lors d'une compétition majeure, grâce au repêchage ou à la réalisation de l'une des meilleures performances parmi celles des « non qualifiés directement » (grâce au meilleur temps ou à la meilleure distance par exemple) (secondary qualifier) |                                                                                    |                                                                                           |                                                                                    |

### Femmes
| Épreuves | Or                                                                                           | Argent                                                                    | Bronze                                                                                    |
| --- | -------------------------------------------------------------------------------------------- | ------------------------------------------------------------------------- | ----------------------------------------------------------------------------------------- |
| 100 m (vent : 0,0 m/s) | Dutee Chand (IND) 11 s 32                                                                    | Ajla Del Ponte (SUI) 11 s 33                                              | Lisa-Marie Kwayie (GER) 11 s 39 (SB)                                                      |
| 200 m (vent : + 1,0 m/s) | Krystsina Tsimanouskaya (BLR) 23 s 00 (SB)                                                   | Jessica-Bianca Wesolly (GER) 23 s 05                                      | Lisa-Marie Kwayie (GER) 23 s 11 (PB)                                                      |
| 400 m | Paola Morán (MEX) 51 s 52                                                                    | Leni Shida (UGA) 51 s 64                                                  | Amandine Brossier (FRA) 51 s 77 (PB)                                                      |
| 800 m | Catriona Bisset (AUS) 2 min 1 s 20                                                           | Christina Hering (GER) 2 min 1 s 87 (SB)                                  | Docus Ajok (UGA) 2 min 2 s 31 (SB)                                                        |
| 1 500 m | Caterina Granz (GER) 4 min 9 s 14 (SB)                                                       | Georgia Griffith (AUS) 4 min 9 s 89                                       | Courtney Hufsmith (CAN) 4 min 11 s 81                                                     |
| 5 000 m | Jessica Judd (GBR) 15 min 45 s 82                                                            | Nicole Hutchinson (CAN) 15 min 48 s 06                                    | Julia van Velthoven (NED) 15 min 51 s 75                                                  |
| 10 000 m | Zhang Deshun (CHN) 34 min 3 s 31                                                             | Rino Goshima (JPN) 34 min 4 s 65                                          | Natsuki Sekiya (JPN) 34 min 5 s 84                                                        |
| Semi-marathon | Yuka Suzuki (JPN) 1 h 14 min 10 s                                                            | Rika Kaseda (JPN) 1 h 14 min 32 s                                         | Yuki Tagawa (JPN) 1 h 14 min 36 s                                                         |
| Semi-marathon par équipes | Japon Yuka Suzuki Rika Kaseda Yuki Tagawa 3 h 43 min 18 s                                    | Chine Li Zhixuan Zhang Deshun Jin Mingming 3 h 52 min 40 s                | Afrique du Sud Tyler Beling Lesego Msphe Rachel Leistra 4 h 19 min 15 s                   |
| 100 m haies (vent : + 0,6 m/s) | Luminosa Bogliolo (ITA) 12 s 79                                                              | Reetta Hurske (FIN) 13 s 02                                               | Coralie Comte (FRA) 13 s 09 (PB)                                                          |
| 400 m haies | Ayomide Folorunso (ITA) 54 s 75 (PB)                                                         | Zenéy van der Walt (RSA) 55 s 73                                          | Amalie Iuel (NOR) 56 s 13                                                                 |
| 3 000 m steeple | Alicja Konieczek (POL) 9 min 41 s 46 (SB)                                                    | Belén Casetta (ARG) 9 min 43 s 05 (SB)                                    | Meswat Asmare Dagnaw (ETH) 9 min 45 s 48 (PB)                                             |
| 4 × 100 m | Suisse Salomé Kora Sarah Atcho Ajla Del Ponte Samantha Dagry 43 s 72                         | Australie Abbie Taddeo Nana Owusu-Afriyie Riley Day Celeste Mucci 43 s 97 | Nouvelle-Zélande Olivia Eaton Zoe Hobbs Georgia Hulls Natasha Eady 44 s 24 (NR)           |
| 4 × 400 m | Ukraine Mariya Mykolenko Anastasiya Holienieva Kateryna Klymiuk Tetyana Melnyk 3 min 30 s 82 | Mexique Frida Corona Dania Aguillón Rosa Cook Paola Morán 3 min 32 s 63   | Australie Genevieve Cowie Morgan Mitchell Jessie Stafford Gabriella O'Grady 3 min 34 s 01 |
| 20 km marche | Katie Hayward (AUS) 1 h 33 min 30 s                                                          | Jemima Montag (AUS) 1 h 33 min 57 s                                       | Anežka Drahotová (CZE) 1 h 35 min 44 s                                                    |
| 20 km marche par équipes | Australie Katie Hayward Jemima Montag Philippa Huse 4 h 51 min 36 s                          | Ukraine Olena Sobchuk Mariya Filiuk Valentyna Myronchuk 4 h 58 min 2 s    | Chine Wang Na Liu Yu Su Wenxiu 4 h 59 min 53 s                                            |
| Saut en hauteur | Yuliya Chumachenko (UKR) 1,94 m (=PB)                                                        | Iryna Gerashchenko (UKR) 1,91 m                                           | Imke Onnen (GER) 1,91 m                                                                   |
| Saut à la perche | Roberta Bruni (ITA) 4,46 m (=PB)                                                             | Rachel Baxter (USA) 4,41 m                                                | Bridget Guy (USA) 4,31 m                                                                  |
| Saut en longueur | Maryna Bekh-Romanchuk (UKR) 6,84 m                                                           | Evelise Veiga (POR) 6,61 m                                                | Florentina Iușco (ROU) 6,55 m                                                             |
| Triple saut | Olha Korsun (UKR) 13,90 m (PB)                                                               | Evelise Veiga (POR) 13,81 m                                               | Neja Filipič (SVN) 13,73 m                                                                |
| Lancer du poids | Sarah Mitton (CAN) 18,31 m                                                                   | Portious Warren (TRI) 17,82 m                                             | Klaudia Kardasz (POL) 17,65 m                                                             |
| Lancer du disque | Daisy Osakue (ITA) 61,69 m                                                                   | Claudine Vita (GER) 61,52 m                                               | Ieva Zarankaitė (LTU) 56,75 m                                                             |
| Lancer du marteau | Iryna Klymets (UKR) 71,25 m                                                                  | Malwina Kopron (POL) 70,89 m                                              | Katarzyna Furmanek (POL) 69,68 m (PB)                                                     |
| Lancer du javelot | Liveta Jasiūnaitė (LTU) 60,36 m                                                              | Haruka Kitaguchi (JPN) 60,15 m                                            | Eda Tuğsuz (TUR) 59,75 m                                                                  |
| Heptathlon | Miia Sillman (FIN) 6 209 pts                                                                 | Marthe Koala (BUR) 6 121 pts                                              | Caroline Agnou (SUI) 5 844 pts                                                            |
| Records et Performances - AR : Record continental (area record) - CR : Record des championnats (championship record) - MR : Record du meeting (meet record) - NR : Record national (national record) - OR : Record olympique (olympic record) - PR : Record paralympique (paralympic record) - PB : Record personnel (personal best) - SB : Meilleure performance personnelle de la saison (season's best) - WL : Meilleure performance mondiale de l'année (world leader) - WJR : Record du monde junior (world junior record) - WR : Record du monde (world record) Circonstances et Conditions - DNF : N'a pas terminé (did not finish) - DNS : N'a pas pris le départ (did not start) - DQ : Disqualification (disqualification) - NM : Aucun essai valable enregistré (No Mark) - Q : Qualifié « directement » au prochain tour (ou à la prochaine compétition), lors d'une compétition majeure, grâce au classement ou à la réalisation des minima (automatic qualifier) - q : Qualifié au prochain tour (ou à la prochaine compétition), lors d'une compétition majeure, grâce au repêchage ou à la réalisation de l'une des meilleures performances parmi celles des « non qualifiés directement » (grâce au meilleur temps ou à la meilleure distance par exemple) (secondary qualifier) |                                                                                              |                                                                           |                                                                                           |